# Tetramerinx
Tetramerinx is een geslacht van insecten uit de familie van de echte vliegen (Muscidae), die tot de orde tweevleugeligen (Diptera) behoort.

## Soorten
- T. albinepennis (Huckett, 1966)
- T. cordyluroides (Stein, 1898)
- T. inermis (Stein, 1920)
- T. littoralis (Malloch, 1917)
- T. longispina (Malloch, 1923)
- T. mallitosa (Huckett, 1936)
- T. parvimaculata Stein, 1920
- T. robusta (Johnson, 1917)
- T. rufitibia Stein, 1911
- T. unica (Stein, 1898)